# Scolecobrotus simplex
Scolecobrotus simplex là một loài bọ cánh cứng trong họ Cerambycidae.